# 西于县
西于县，西汉时期所置，两汉（东、西汉）时期属交趾郡，在今越南河内北，治所在今越南永富省东英县古螺乡。隋朝时期废除。《 后汉书·马援传》记载：“援奏言西于县户有三万二千”，《后汉书注》西于县属交趾郡，故城在今交州龙编县东也。